# Portage (Michigan)
Portage is een plaats (city) in de Amerikaanse staat Michigan, en valt bestuurlijk gezien onder Kalamazoo County.

## Demografie
Bij de volkstelling in 2000 werd het aantal inwoners vastgesteld op 44.897.
In 2006 is het aantal inwoners door het United States Census Bureau geschat op 45.236, een stijging van 339 (0.8%).

## Geografie
Volgens het United States Census Bureau beslaat de plaats een oppervlakte van
90,7 km², waarvan 83,4 km² land en 7,3 km² water. Portage ligt op ongeveer 264 m boven zeeniveau.

## Plaatsen in de nabije omgeving
De onderstaande figuur toont nabijgelegen plaatsen in een straal van 12 km rond Portage.